# دفق الصوت الإدخال / الإخراج
دفق الصوت الإدخال / الإخراج (الإنجلزية: Audio Stream Input/Output ) وبالاختصار (ASIO- اسيو) هو بروتوكول متعدد القنوات لنقل الصوت. بتجاوز نواة نظام التشغيل، وبالتالي توفير إتصال مباشر بين برامج الصوت والأجهزة، والسماح للمدخلات و المخرجات المتعددة العمل بشكل مستقل و استجابة سريعة، قد تصل إلى أجزاء قليلة من الثانية.ASIO برتوكول طور من طرف شركة steinberg برخصة مملوكة و يستخدم على ويندوز وماك.
بروتوكول ASIO يدعم الكثير من المنظيمات الصوتية، وتوفير العديد من الشركات بطاقات الصوت سائق عتاد في اقراص منتجاتها. الإصدار الحالي من ASIO هو 2.10 (سبتمبر 2010) ويدعم أنظمة 64 بت وتيار الرقمي المباشر (Direct Stream Digital - DSD ) .
في نظام ويندوز، ASIO متوفر في النظام بشكل قياسي لمعالجة الصوت لكن قد يتطلب سائق من الشركة المصنعة. اما في أنظمة التشغيل الأخرى هناك بدائل:
- ALSA-ألساعلى Linux
- Core Audio على Mac OS X
- JACK-جاك كل من Linux, Mac OS X , Windows
- WDM على ويندوز